# Tania Rupel
Tania Rupel (bulgarisch Таня Рупел; * 1969 in Blagoewgrad, Bulgarien) ist eine bulgarisch-deutsche Malerin und Schriftstellerin. Sie verwendet den Künstlernamen Tera (bulgarisch Тера).

## Leben
Tania Rupel ist die Tochter des Dichters Emil Rupel. Sie studierte an der Universität Sofia bulgarische Philologie und Journalistik. 2013 erhielt sie die deutsche Staatsangehörigkeit.
Sie ist seit 2013 Mitglied im Freien Deutschen Autorenverband Bayern (FDA Bayern) und in der „Autoren Galerie 1“. 2017 wurde sie Mitglied in der Kulturplattform jourfixe-muenchen e.V. Für FDA Lyrik übersetzte sie Gedichte ihres Vaters ins Deutsche.
Ihre Bilder malt sie bevorzugt in Acryl, Öl und Pastell. Tera stellt den Menschen und sein Inneres, seine verborgenen Gefühle, Ängste und Wunden in den Mittelpunkt.

## Publikationen
In bulgarischer Sprache:
- Erde, Himmel und noch weiter. 1. und 2. Teil, Verlag des Verbandes der unabhängigen bulgarischen Schriftsteller, 1994 (bulg.: Земя, небе и отвъд).
- Vergebung. Roman, Verlag Geopress, 1996 (bulg.: Прошка).
- Erzählungen und Novellen. Verlagsatelier AB, 1999, ISBN 978-954-9885-35-4.
- Bis vor kurzem! Lyrik, Verlag Rimaprint, 2001 (bulg.: До скоро!)
- Zeichen. Lyrik, Verlag Orbel, 2004 (bg.: Знак: Лирика) ISBN 954-4960-61-9.
- Eine Lektion des Glücks oder so ähnlich. Erzählungen, Verlagsatelier AB, 2010, ISBN 978-954-737-786-8 (bulg.: Урок по щастие или нищо подобно).

In deutscher Sprache:
- Der Schrei der Tropfen. Lyrik- und Bildband, SALON LiteraturVERLAG, München 2016, ISBN 978-3-939321-72-9 (Online-Vorschau).
- Plötzliche Hunde. Erzählungen, Impressionen, SALON LiteraturVERLAG, München 2018, ISBN 978-3-947404-12-4.
- Wundebar. Lyrik und Jazz, Audio-CD, SALON LiteraturVERLAG, Vertrieb Solid Pack Records, München 2019, ISBN 978-3-947404-18-6.
- Wellensplitter. Lyrische Prosa und Lyrik, SALON LiteraturVERLAG, München 2023, ISBN 978-3-947404-35-3.

## Ausstellungen
- 2013–2017: Gruppenausstellung „Bilder, Briefe, Noten“ – Autoren Galerie 1, München
- 2015: Einzelausstellung in der Galerie „Salon Ronstedt“, München.
- 2018: Einzelausstellung „rock mich oder roll mich“ − Galerie Juliane Krose, München

## Auszeichnungen
- 2020: 1. Platz 7. Landschreiber-Wettbewerb „Sprache und Flucht“, Sparte Lyrik
- 2020: Europeans in art-Award, Münchner Europa-Mai 2020, „Künstlerinnen und Künstler für Europa“[5]
- 2023: 1. Platz 4. Wettbewerb „Autorinnen und Autoren für Europa“, Jurypreis[6]